# Mario Arnold
José García Pérez, más conocido por su pseudónimo Mario Arnold (León, ¿1904? - Caracas, ¿1962?), poeta, periodista y escritor español de la bohemia.

## Biografía
Nació, según Pérez Herrero, en 1902 o 1903, pero Juan Manuel de Prada dice que podría ser en 1904; era hijo de comerciantes desdendientes de Palanquinos; su padre se suicidó en León después de un desastroso intento de emigrar a Argentina. José García ya escribía versos y marchó pronto a Madrid para intentar sobrevivir de la literatura y se convirtió en uno de los grandes bohemios del grupo de Armando Buscarini. Pasó hambre, miseria y dolor, colaboró en la prensa, escribió algunos libros de versos, estrenó alguna pieza en colaboración y publicó algunas novelas. Con el novelista Andrés Carranque de Ríos marchó a París a labrarse una carrera en el cine hasta que este consiguió librarse de él, pero su alopecia no le consiguió el soñado papel de actor; sí consiguió, sin embargo, el puesto de enviado especial en los estudios de Joinville-le-Pont de la revista barcelonesa Popular Film, por más de un año. En sus artículos mostró su debilidad por las faldas entrevistando principalmente a actrices y las crónicas que enviaba mezclaban chismes galantes e información cinematográfica a partes iguales. Con su amigo Armando Buscarini, Mario Arnold marchó a Puerto Rico, donde vivió tres años y publicó otras tantas novelas, entre ellas Álma nómada. Regresó a León tras la muerte de su madre, pero pronto se volvió a ir para convertirse en reportero de guerra durante la contienda civil española. Según su amiga mexicana Carlota O'Neill de Lamo, fue algún tiempo actor en Francia, pero eso es discutible, como ya se ha visto. Mandó informaciones desde los frentes de Teruel, crónicas claramente republicanas para los periódicos El Liberal y El Heraldo; por eso fue procesado al concluir la guerra. Consiguió la amnistía y terminó muriendo en Caracas. Fue uno de los tres bohemios leoneses de principios del siglo XX junto con Justo Estrada y José Suárez Carreño. En sus últimos días puso letra a diversas zambras y pasodobles de José María Legaza

## Obras

### Lírica
- Lágrimas y flores. Poesías.
- Rimas de amor. Poesías.
- La caravana Gijón: [s.n.], 1927.
- La canción del peregrino: [Poema en verso] San Juan de Puerto Rico, [s.n.], 1925.
- Cazador de luceros Madrid Ediciones Ancla 1948
- Romance de los ojos verdes 1952
- Lirio azul 1952
- Lluvia de besosSan Juan de Puerto Rico: Editorial Fraternidad, 1925; 2.ª edición Madrid: Gráficas Castilla, 1926; 3.ª 1953.

### Teatro
- ¡Mujer, dame un Hijo!: Comedia dramática en tres actos y en prosa Caracas Edic. Ancla 1953
- Otra vez la Cenicienta: Comedia en tres actos y en prosa 1960
- Cada Beso Mil Pesetas: Entremes en un acto y en prosa... 1925
- Con Armando Buscarini, Sor Misericordia: Drama en tres actos y en prosa  1923

### Narrativa
- El dolor de la bohemia Albacete, ¿192-?
- Gotas de hiel, novela
- Totó, novela
- La Cruz de Hierro: Novela...
- El notario de Chatillon: Novela Madrid Galo Saez 1930
- La ciudad es mia: novela  Madrid Aldus 1937.
- Veinte ladrones Caracas Edit. Manchester 1952.

### Literatura infantil
- Cuentos infantiles  Caracas, 1956.
- Luz de luna: cuento infantil Caracas Ancla [Carmen] 1952
- Pandereta Madrid Ancla 1954.